# Seuillet
 Seuillet  là một xã ở tỉnh Allier và vùng Auvergne-Rhône-Alpes thuộc miền trung nước Pháp. Nơi đây có một số địa điểm du lịch rất nổi tiếng như Vichy (cách 9 km về hướng Nam-Tây Nam) - Thị trấn spa Vichy nổi tiếng với nước đóng chai... Lapalisse (cách 14 km về hướng Đông-Đông Bắc) với Phong cách phục hưng Chateau de la Palice.... 